# باتريك شارب
باتريك شارب هو لاعب هوكي الجليد كندي، ولد في 27 ديسمبر 1981 في وينيبيغ في كندا.

## وصلات خارجية
- باتريك شارب على موقع دوري الهوكي الوطني (الإنجليزية)
- باتريك شارب على موقع قاعة مشاهير الهوكي (لاعب أن.إتش.أل) (الإنجليزية)
- باتريك شارب على موقع EliteProspects.com (الإنجليزية)
- باتريك شارب على موقع HockeyDB.com (الإنجليزية)
- باتريك شارب على موقع Hockey-Reference.com (الإنجليزية)
- باتريك شارب على موقع اللجنة الأولمبية الدولية (الإنجليزية)
- باتريك شارب على موقع أوليمبيديا (الإنجليزية)
- باتريك شارب على موقع اللجنة الأولمبية الكندية (الإنجليزية)